# Impatiens laotica
Impatiens laotica är en balsaminväxtart som beskrevs av Tardieu. Impatiens laotica ingår i släktet balsaminer, och familjen balsaminväxter. Inga underarter finns listade i Catalogue of Life.